# Abbas Kiarostami

Abbas Kiarostami.

Abbas Kiarostami (persiska: عباس کیارستمی), född 22 juni 1940 i Teheran, död 4 juli 2016 i Paris, var en iransk filmregissör. Han anses ofta som Irans internationellt mest framgångsrike filmregissör.
Abbas Kiarostami motarbetades av den iranska regimen trots att han sällan mer än antyder något politisk eller religiöst tema. Hans filmer kännetecknas av en stor leklust i förhållande till publiken och filmandet. Huvudpersonerna brukar vara vanliga människor som har en stor drivkraft och moraliska frågeställningar. Kiarostamis filmer har en hel del influenser från iransk poesi, särskilt den moderna lyriken.

## Karriär
Abbas Kiarostami gjorde sin första långfilm Mossafer (The Traveller) 1974, men gjorde sedan mest kortfilmer under resten av 1970-talet.

### Koker-trilogin
Sitt egentliga genombrott fick Kiarostami med de filmer som kom att kallas "Koker-trilogin". Namnet kommer av den lilla byn Koker, i närheten av Rostamabad i norra Iran, som är platsen för dessa tre filmers handlingar. Kiarostami själv lär dock inte ha velat se dem som en trilogi, utan framhöll att de två senare filmerna från Koker bildar en tematiskt mer naturlig enhet, eller trilogi, med filmen Smak av körsbär som kom senare, 1997.
Koker-trilogins första film, från 1987, Var är min väns hus? är en humoristisk och annorlunda skildring av en pojke som letar efter sin skolkamrats hus. Det är inte mycket mer än så som händer, men de absurda och märkliga saker och människorna han möter på vägen är filmens nöje. Denna film spelades in med amatörer.
Den följdes 1992 av den halvdokumentära Livet börjar igen. Här får vi återigen möta samma by, men nu efter att (en verklig) jordbävning ödelagt bygden, och man får följa en filmregissör som letar efter pojkarna som varit skådespelare i hans tidigare film i byn, för att försäkra sig om att de klarat sig. Det är en märklig och livsbejakande skildring där det är svårt att se vad som är dokumentärt och vad som är spelat.
Den sista delen av trilogin är Under olivträden (1994), som är en kärlekshistoria, där man i ramhandlingen också har med inspelningen av den tidigare filmen Livet börjar igen.

### Fortsatt karriär
Mellan de två första filmerna i Koker-trilogin gjorde han bland annat Nema-ye nazdik (1990; även känd som Close-Up), en halvdokumentär historia om en man som lurade till sig fördelar från en familj i Teheran genom att utge sig för att vara den kände filmregissören Mohsen Makhmalbaf. Filmens huvudroll spelas av bedragaren själv.
1997 gjorde Abbas Kiarostami filmen Smak av körsbär, som vann Guldpalmen vid filmfestivalen i Cannes.
2010 gjorde han Möte i Toscana, med Juliette Binoche i en av huvudrollerna.

## Filmografi
Långfilmer (i urval)
- 1987 – Var är min väns hus?
- 1990 – Nema-ye nazdik (Close-Up)
- 1992 – Livet börjar igen
- 1994 – Under olivträden
- 1997 – Smak av körsbär
- 1999 – Vinden bär oss
- 2002 – Tio
- 2008 – Shirin
- 2010 – Möte i Toscana
- 2012 – Like someone in Love[7]

Kortfilm
- 2007 – Chacun son cinéma (kortfilmen Where Is My Romeo?)